# Прости (Минская область)
Прости (бел. Прасці) — деревня в Несвижском районе Минской области. Входит в состав Городейского сельсовета. До 2013 года была в составе упразднённого в этом году Островского сельсовета. Население 119 человек (2009).

## География
Прости находятся в 10 км к северо-западу от посёлка Городея и в 23 км к северо-западу от центра города Несвиж. Деревня стоит неподалёку от точки где сходятся Минская, Гродненская и Брестская область. К деревне с востока непосредственно примыкает агрогородок Островки. Местность принадлежит бассейну Немана, по южной окраине деревни течёт река Уша. В двух километрах от Простей проходит автомагистраль М1, прочие местные дороги ведут в окрестные деревни. Ближайшая ж/д станция в Городее (линия Минск — Брест).

## История
В 1860 году Прости — имение Новогрудского уезда, 1208 десятин земли, водяная мельница, три корчмы, во владении М. М. Протасевича.
В конце XIX века в имении существовала католическая часовня. По данным 1897 года в деревне 53 двора, 282 жителя; в имении 18 дворов и 45 жителей.
В результате Рижского мирного договора 1921 года Прости вошли в состав межвоенной Польши, где были в составе Несвижского повета Новогрудского воеводства. С сентября 1939 года в БССР
В 1998 году деревня насчитывала 88 дворов и 178 жителей. Работала средняя школа. К 2016 году завершились продолжавшиеся несколько лет реставрационные работы в часовне-усыпальнице Протасевичей.

## Достопримечательности
- Часовня-усыпальница Протасевичей на кладбище. Построена до 1887 года. Во второй половине XX века пришла в наполовину руинированное состояние, отреставрирована в 2016 году.